# Theodor Rocholl (Maler)

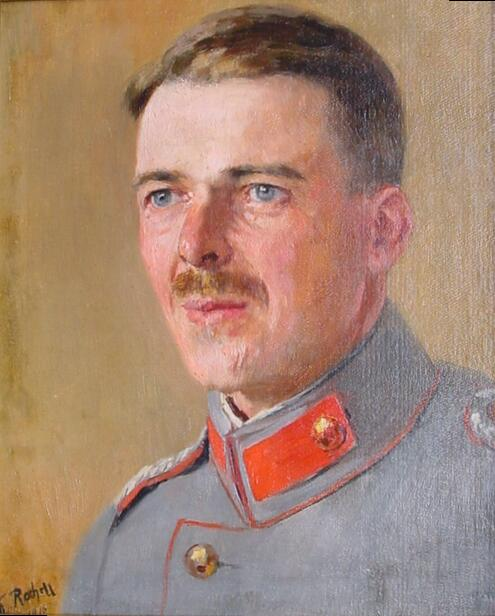
Selbstbildnis, 1916

Theodor Rudolf Rocholl (* 11. Juni 1854 in Sachsenberg, Waldeck; † 13. September 1933 in Düsseldorf) war ein deutscher Maler, Grafiker und Schriftsteller.
Er war in Düsseldorf ansässig, wo er sich im Ortsteil Golzheim das Haus Vionville als Wohnhaus 1893–1894 erbauen ließ. Bekannt wurde er besonders durch seine Bildberichterstattung von der Front mehrerer Kriege und andere Schlachtengemälde sowie durch Landschaften, Porträts und Illustrationen.
Des Weiteren ist er als Initiator des nordhessischen Naturschutzgebiets Urwald Sababurg bekannt – dort schuf er zahlreiche Wald- und Landschaftsbilder.

## Leben

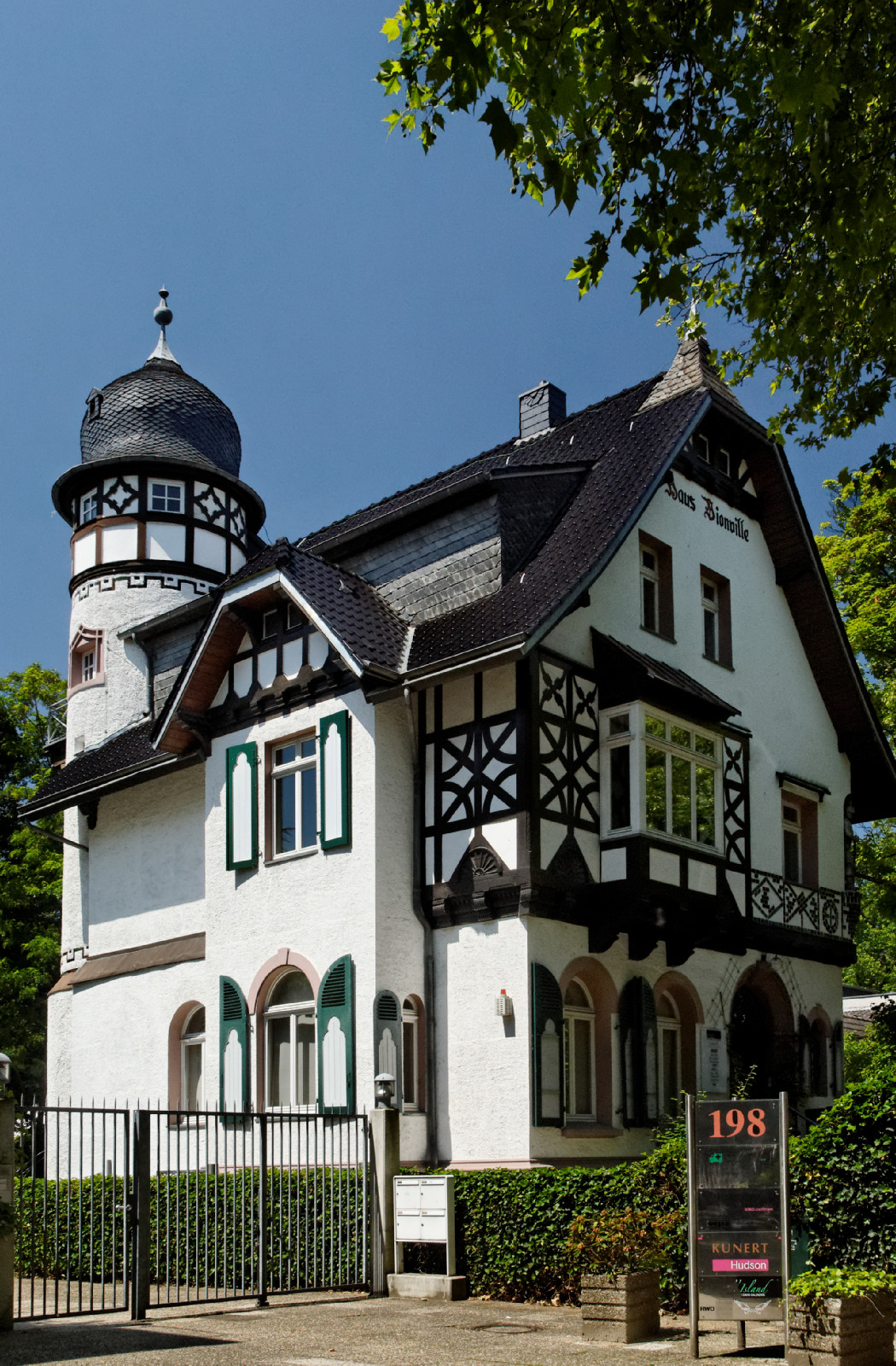
Haus Vionville in Düsseldorf-Golzheim

Theodor Rocholl war Sohn des lutherischen Theologen Rudolf Rocholl, sein Neffe war der Historiker und Archivar Hans Schubert. Einige Jahre seiner Kindheit verbrachte er ab 1861 in Breese im Bruche. Ab 1867 lebte er in Göttingen und absolvierte dort seinen Militärdienst als Einjährig-Freiwilliger. Ab 1871 studierte er an der Kunstakademie Dresden Malerei bei Julius Schnorr von Carolsfeld und Ludwig Richter, von 1872 bis 1877 an der Kunstakademie München bei Carl Theodor von Piloty und von 1878 bis 1883 an der Kunstakademie Düsseldorf bei Eduard Gebhardt und Wilhelm Sohn, seit 1880 als Meisterschüler. Bereits in seiner Dresdener Zeit war Rocholl mit dem Maler Hugo Mühlig befreundet. In Düsseldorf fand er zur Kriegs- und Schlachtenmalerei. Im weitesten Sinn wird er der Düsseldorfer Malerschule zugerechnet. Von 1883 bis 1884 lebte er in Breslau, danach wieder in Düsseldorf, 1890 in St. Petersburg. Im November 1888 heiratete Rocholl in Düsseldorf Bertha geb. de Raadt.
Der Erfolg, den seine ersten Schlachtengemälde fanden, ermutigte den jungen Künstler zu weiteren und umfangreicheren Arbeiten auf diesem Gebiet. Er wurde zu einem der bekanntesten Militär- und Schlachtenmaler seiner Zeit. Seine oft großformatigen Bilder zeichnen sich durch impressionistische, lockere Malweise und Lebendigkeit aus. Mehrfach wurde Rocholl mit Preisen ausgezeichnet.
Nach eigenen Angaben war er „Maler an sechs Fronten“ und nahm als Maler und Zeichner 1897 am Türkisch-Griechischen Krieg teil. Von 1900 bis 1901 schuf er eine Reihe von Gemälden und Zeichnungen der deutschen Chinaexpedition (der Niederschlagung des so genannten Boxeraufstands), 1908 im Auftrag der Deutsche Bank AG eine Bildreihe vom Bau der Bagdadbahn. Als Kriegsmaler nahm er 1910/1911 am Türkisch-Albanischen Krieg, von 1914 bis 1918 am Ersten Weltkrieg teil.
Nach dem Ersten Weltkrieg, in dem Rocholls 1893 geborener Sohn Karl Berthold gefallen war, nahm der Bedarf an Bildern mit Kriegsthematik ab; Rocholl wandte sich Landschafts- und Pferdegemälden zu. 1940 wurden Bilder Rocholls in Münster in der Ausstellung "Maler sehen den Krieg" gezeigt.
Rocholl, dessen ältester gleichnamiger Sohn Schauspieler war, starb 1933 nach einem Verkehrsunfall in Düsseldorf. Der abgedankte Kaiser Wilhelm II. kondolierte der Witwe aus seinem niederländischen Exil.

## Werke
Dieses Verzeichnis besitzt repräsentativen Charakter, weil es noch kein umfassendes Werkverzeichnis gibt. Bei der gegebenen Streuung von Rocholl-Werken in Privatbesitz und Museen kann eine Vollständigkeit nicht erwartet werden.
Das Stadtmuseum Hofgeismar betreut sammelnd und forschend das Lebenswerk Theodor Rocholls; das Museum verfügt über insgesamt etwa 650 Originale (Zeichnungen, Aquarelle, Gemälde unterschiedlicher Größe und Thematik). Im Museum einsehbar ist das seit 1980 fortlaufend erarbeitete Werkverzeichnis, das bis heute mehrere Tausend der Werke Rocholls erfasst.
Die bedeutendsten Gemälde von Theodor Rocholl von 1877 bis 1933

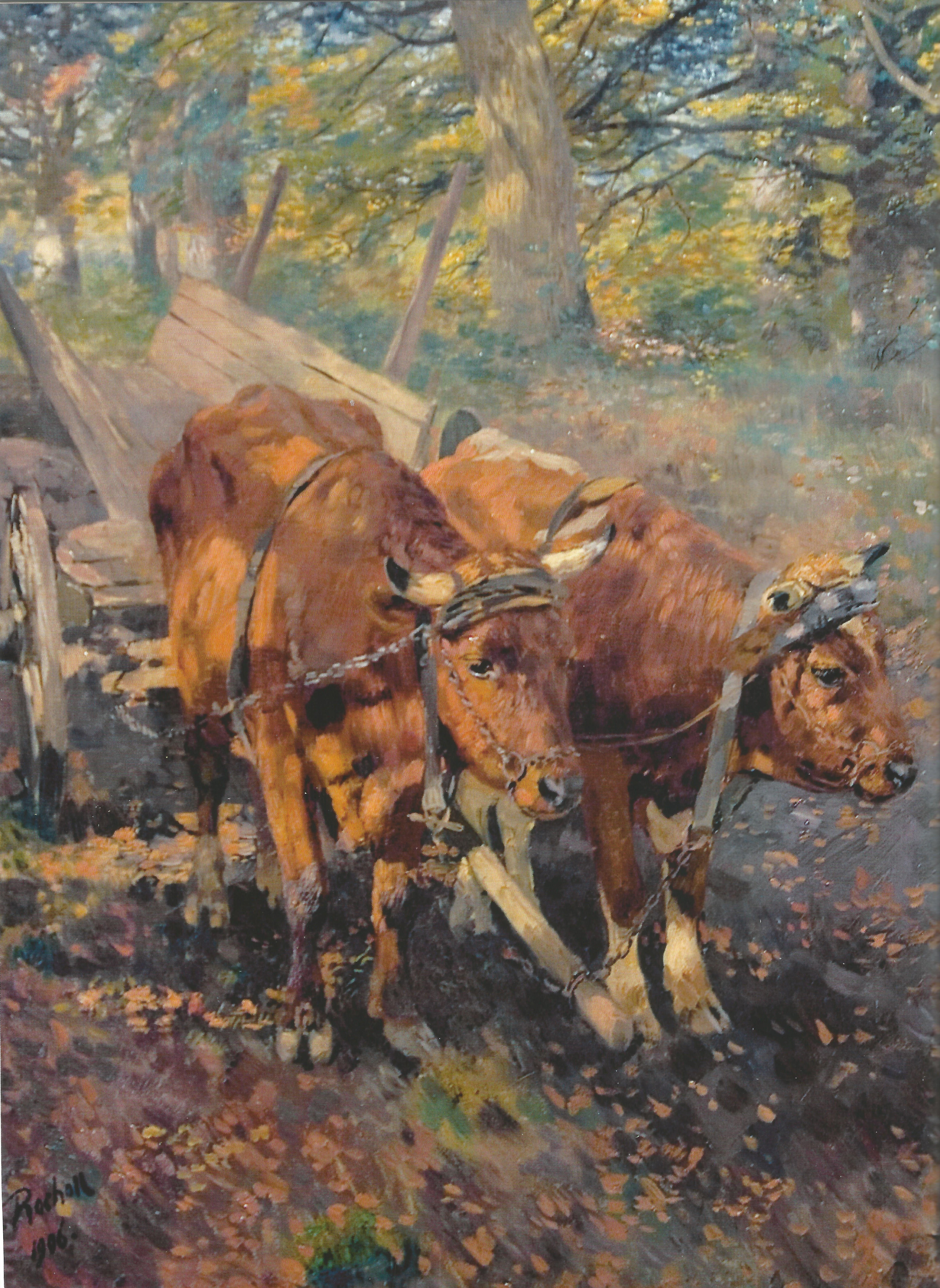
Gespann des alten Neumann an der Sababurger Mühle vor den Bäumen des Urwalds, 1906

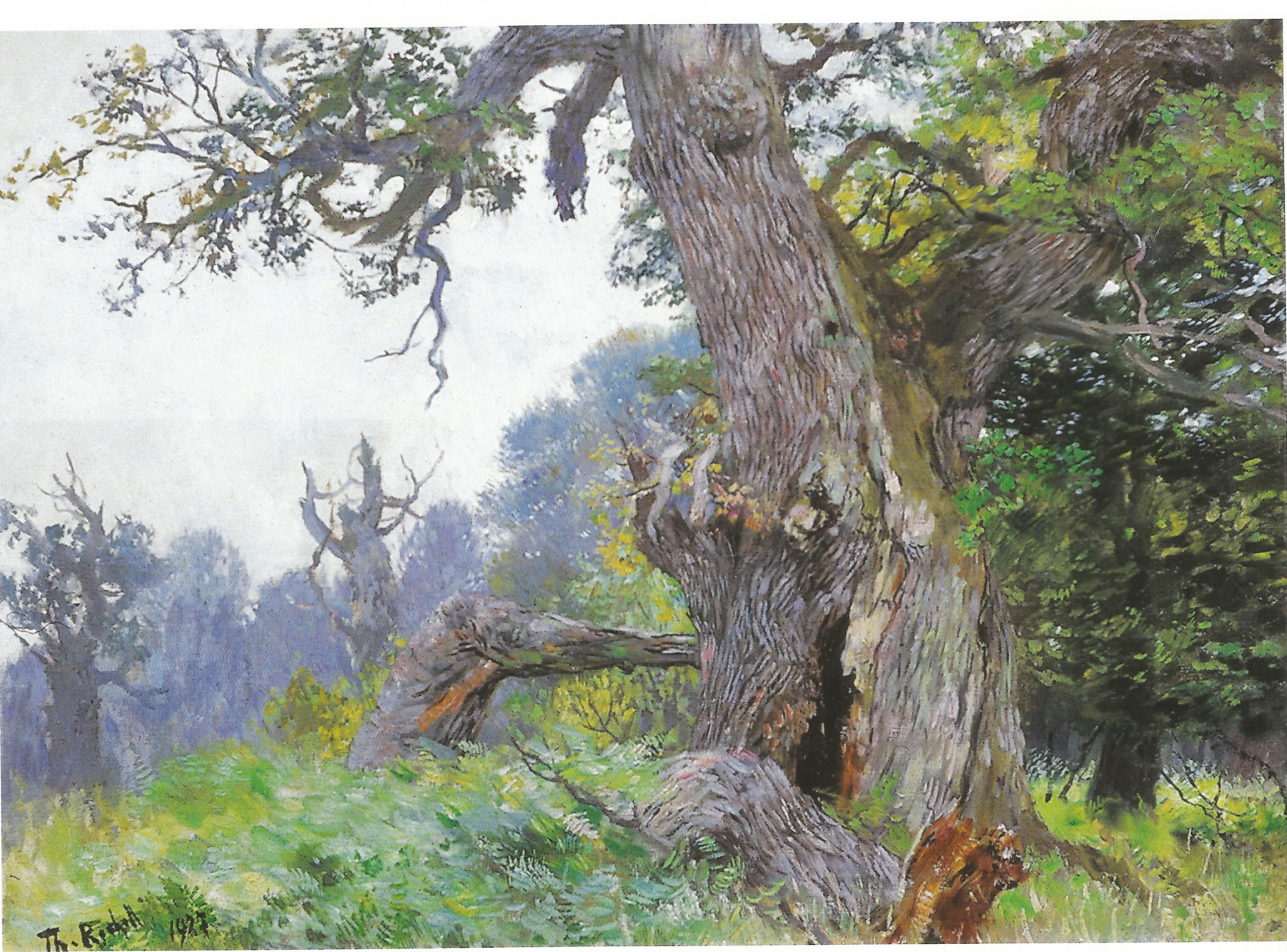
Urwaldeiche, 1927

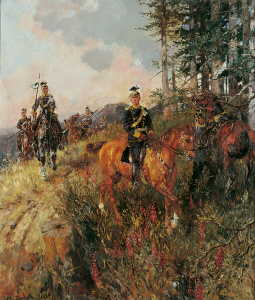
Ulanen im Manöver, 1929

### Ölgemälde
Angaben zum Motiv in () nach dem Titel; Angaben zum Verbleib und zu Preisverleihungen in () am Ende der Einträge
- Till Eulenspiegel, erstes Bild des Malers, 1877 (Mr. Grawyer in Dover, New Hampshire, USA)
- Geprellt, Landsknechte auf der Flucht vor Bauern, 1879 (Parlamentsmitglied Towler, London)
- Von unseren Manövern. Examinirtrupp, Fünf Soldaten rasten …, 1880
- Schleichpatrouille, 1881
- Vorbei. Episode aus dem Jahre 1870, 1885 (Bradford, Nordamerika)
- Auf Vorposten. Zwei Kürassiere am Waldessaum, 1886
- Episode aus der Schlacht von Vionville am 16. August 1870. Unteroffizier Kaiser rettet den Lieutenant Grafen Sierstorpf, 1886
- Der Angriff der 7. Kürassiere bei Vionville (Schlacht von Vionville am 16. August 1870), 1887
- Germanenwanderung, 1888 (1905 Atelier & Galerie „Der Reinhardswaldmaler“ Sababurg/Gottsbüren)
- Vedette (Kürassier)
- Drei Offiziere, ohne Jahr, signiert
- Ein Kürassier des 2. Schwere-Reiter-Regiments, Breslau 1885
- Spitzenreiter, Stettin 1887
- Vorpostengefecht. Aus den Wald sprengende Kürassiere, 1889
- Verwundeter Soldat (Detailstudie zum Deutsch-französischen Krieg 1870/1871), 1889
- Victoria (Evangelisches Pädagogium, Godesberg)
- Vorpostengeplänkel (Privat-Galerie Greef, New York)
- Kaiser Wilhelms letzte Heerschau, 1889 (Museum der Stadt Stettin)
- 7. Kürassiere, 1889
- König Wilhelms Ritt um Sedan am Tage nach der Schlacht, 1890 (Stadt Lindau, vorher Galerie Henneberg in Zürich)
- Kampf um die Standarte. Episode aus der Schlacht von Vionville, 1891 (erste Lösung dieses Motivs, Städtische Galerie Düsseldorf)
- Reiterporträt (Ulanen-Major), 1891
- Zum Eulenspiegel von Wittlaer, 1891, Öl auf Kupferplatte[6]
- Ein Husarenstreich. Befreiung Verwundeter der Brigade Bredow aus der Gefangenschaft in der Ferme Mogador durch eine Patrouille der 15. Husaren, 1892 (Goldene Medaille, München 1892)
- Todesritt der Brigade Bredow bei Vionville (Barmer Ruhmeshalle)
- Nachzügler bei siegreicher Attacke (Städtische Galerie Düsseldorf)
- Angriff der 82er auf Fröschweiler (Offizierskasino, Göttingen)
- Blücher bei Ligny (Offizierskasino, Koblenz)
- Das 2. hannöversche Dragoner-Regiment Nr. 16. Reitergefecht von Mars-la-Tour (Kasino der ehemaligen Dragoner-Regiments Nr. 16, Lüneburg)
- Oberst v. Cranach, Mars-la-Tour, 25. Infanterie-Brigade (Offizierskasino, Wesel)
- Attacke der Brigade Schmettow bei Vionville (Karl-Ernst-Osthaus-Museum, Hagen)
- Kaiser Wilhelms letzte Heerschau, kleine Ausführung (Hohenzollern-Museum / Schloss Monbijou, Berlin)
- Das Regiment 10. Grenadiere bei Groß-Görschen (Offizierskasino, Schweidnitz).
- Carl F. Deiker (Porträt)
- Waldrast. Ein Kürassier auf seinem Rappen hält in einem seichten Waldbach, 1892
- Angriff abgeschlagen, 1892
- 1870, 1893
- Ein Hoch auf den König. Der in der Schlacht von Mars-la-Tour tödlich verwundete Oberst von Auerswald bringt ein Hoch auf den König aus, um dann zusammenzustürzen, 1894 (ehemaliges Kasino des 1. Garde-Dragoner-Regiments / der 1. Kavallerie-Division, Berlin)
- Waldrast. Ein Kürassier auf seinem Rappen hält in einem Waldbach, kleine Ausführung, Altenberg 1894
- Husar zu Pferd („Die Nürnberger hängen keinen, sie hätten Ihn denn“), 1894
- Abend der Schlacht von Gravelotte, 1894
- Remonte des 5. Ulanen Regiments, 1896
- Fürst Bismarck und die deutschen Eisenhüttenleute 1896 (Städtisches Museum, Düsseldorf)
- Ein Satteltrunk
- Bildnis des Feldmarschalls Graf Waldersee (Hauptkadettenanstalt, Berlin-Lichterfelde)
- Einzug des Grafen Waldersee in Peking (Armee-Museum, Potsdam)
- Porträt eines deutschen Offiziers (Werner Rabe von Pappenheim), 1900
- Kampf um Ho phu (bei der Niederschlagung des „Boxeraufstandes“ in China, 1900/1901)
- Mörder des deutschen Gesandten von Kettler, 1901
- Zug des Grafen York nach Kalgan (Armee-Museum, Potsdam)
- Der Hauptbeschäler Ideal (Goldene Medaille, St. Louis 1907; Landwirtschaftskammer Bonn)
- Tscherkessenbeute (Ing. de Bries, Kassel)
- Die Karatschiuma-Quelle in Thessalien mit türkischen Inwaris (Städtische Galerie Düsseldorf)
- Angriff türkischer Infanterie-Regimenter bei Domokos (im Türkisch-Griechischen Krieg 1897), im Auftrag von Sultan Abdul Hamid II. gemalt
- Kürassiere durchschreiten einen Waldbach (Museum Düren)
- Angriff der 1. Kürassiere bei Porpry (Kammerherr Johnston, Breslau)
- Kaiser-Empfang im Hofe des Schlosses Burg an der Wupper (Schloss Burg)
- Der Kaiser begrüßt die Bergleute (Zeche Lothringen nach der Verschüttung von 300 Bergleuten)
- Spielende Kinder (Schule), 1904
- Der Kaiser ernennt sich zum Chef des Regiments Jäger zu Pferde Nr. 1, 1905 (Offizierskasino, Posen)
- Kaiser Friedrich III. (Rathaussaal, Oberhausen)
- Geheimrat Schmaltz beim Vortrag (Tierärztliche Hochschule, Berlin)
- Großes Reiterbild (Kavallerieschule Hannover)
- Albaner mit Pelzmütze (Porträt), 1911
- Mutter Ey im Chinesischen Salon (Porträt), Düsseldorf 1912 (Privatbesitz)
- Am Mauerpark, Sababurg 1913
- Ulanen im Manöver (Atelier & Galerie „Der Reinhardswaldmaler“ Sababurg/Gottsbüren)
- Des deutschen Volkes Jugendzeit (Wandbild in der Aula des Evangelischen Pädagogiums, Godesberg; 1921 durch Brand zerstört)
- Sedan. Unseres Volkes Mannesalter (Wandbild in der Aula des Evangelischen Pädagogiums, Godesberg; 1921 durch Brand zerstört)
- Die 14. Jäger bei Champigny (Offizierskasino, Colmar)
- Handgranatensturm 1918 (Offizierskasino, Bremen)
- Unsere Reiter hinter Riga, den Kasaken auf den Fersen (Frau E. Rocholl, Düsseldorf)
- Der Tag von Fleury und Douaumont (Offizierskasino, Rheine)
- Am Tage der Erstürmung von Thierry und Douaumont (Galerie Stahl-Becker, Zürich)
- Das Infanterie-Regiment 13 vor der Totenallee 1870 (gemalt im Auftrag der Stadt Münster für das Infanterie-Regiment 13 zur 100-Jahr-Feier)
- Der Tag vor Kemmel (Gedächtnishalle des Konrad-Duden-Gymnasiums, Wesel)
- Frühjahrsoffensive 1918 (Gauleitung der NSDAP, Düsseldorf)
- Kriegsgeschütze (Sammlung Krupp von Bohlen und Halbach, Essen)
- Rehbock, 1922
- Rotbunter Bulle im Frühlingsgarten, 1922
- Weidende Kühe in Sababurg, 1923 (Atelier & Galerie „Der Reinhardswaldmaler“ Sababurg/Gottsbüren)
- Im Schützengraben, Kampf um Höhe 265, spätere Ausführung, 1927
- Schlageter-Denkmal, letztes, nicht fertiggemaltes Bild, 1933

### Aquarelle und Gouachen

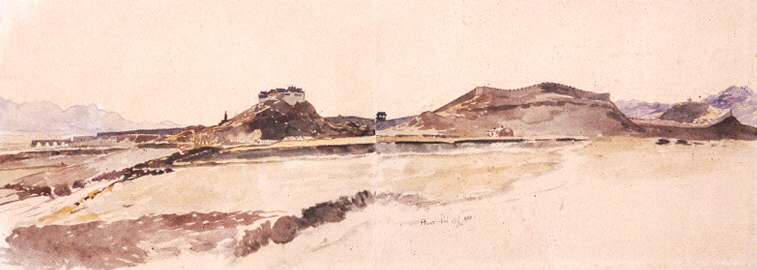
Die chinesische Mauer, Aquarell, 1901

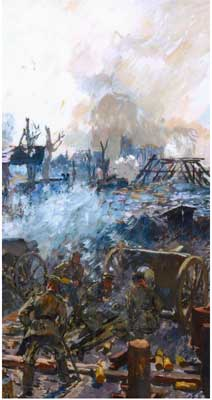
Das 1. Westfälische Feldartillerie-Regiment Nr. 7 in der Herbstschlacht bei La Bassée-Loos am 25. September 1915 (Ausschnitt eines Gemäldes von 1917 nach einer Skizze „an Ort und Stelle“)

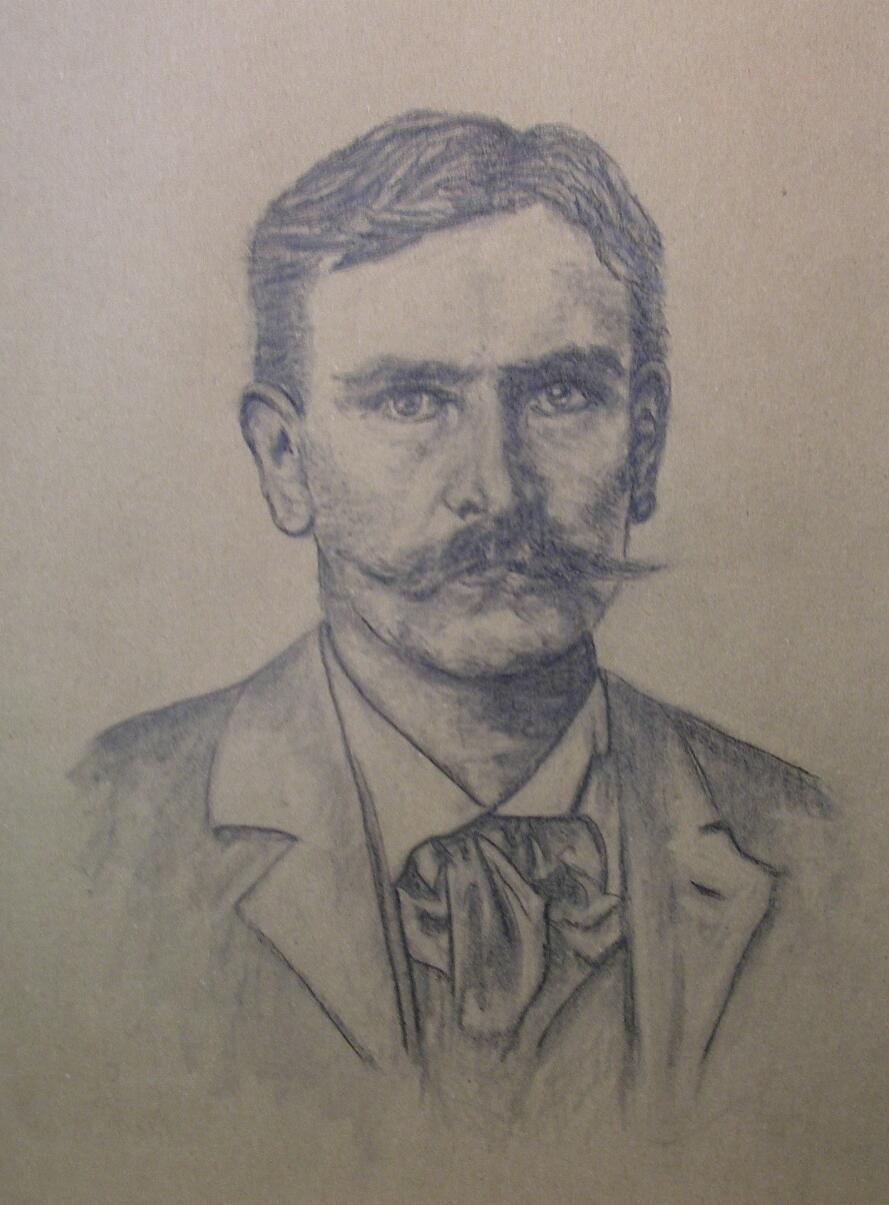
Bleistift „Portrait Th. Rocholl“, 1902

- Kürassiere auf der Verfolgung franz. Reiter, Gouache, 1890
- Transport Gefangener durch Ulanen, Gouache, 1890
- Vedette (Zwei Ulanen), Gouache, 1890
- Kaiser Friedrich-Kürassiere, Gouache, 1892
- Auf Vorposten, Aquarell, 1892
- Russischer Bagagezug, Aquarell, 1892
- Marodeure, ohne Jahr
- Vedette (Kürassier), Aquarell, 1892
- Algier, Leutnant in Uniform zu Pferd, Aquarell, ohne Jahr
- Nordalbanien, Albaner mit Dogge, Gouache, 1911
- In einer Kirche zu Angres 1914
- Fliegerabwehrkanonen, 6. Oktober 1914
- Blick von Höhe 119 auf das Gefechtsfeld bei La Noulette, 9. Oktober 1914
- Höhe bei Notre Dame de Lorette, 27. Oktober 1914
- Mein Bursche Kamus, Maschinengewehr-Kompagnie, Infanterie-Regiment 13, Fromelles, 6. November 1914
- Entfernungsschätzer, M.G.K.I.R.13, ohne Jahr
- Feldküche, 13. November 1914
- Küchenmannschaft in La Bassée, 13. November 1914
- Scherzfigur vor Fromelles, 27. November 1914
- Rast auf dem Marsche ohne Jahr
- Feldgeschütz in Feuerstellung, 29. November 1914
- Kirche in Fromelles, 4. Dezember 1914
- Fußartillerist zu Pferd, Fromelles, 5. Dezember 1914
- Feldofen im Schützengraben, 14. Dezember 1914
- Die Ablösung im Schützengraben, 15. Dezember 1914
- Schachpartie in einem Unterstand, 15. Dezember 1914
- Artilleriestellung, Gouache, ohne Jahr
- Zwischen Ostende und Tourou, 16. Juli 1915
- Im Schützengraben, Reuve Chapelle, 1915
- Infanterie in Flandern, 1915
- Lagerfeuer im Biwak, Gouache, signiert, ohne Jahr
- Kavallerie reitet auf einer Pappelallee, monochromes Temperagemälde, 1917
- Bespannte Artillerie im Winter, 1918
- Cumieres – Erstürmung des Cumieres Waldes, 8. März 1916, signiert (Der Sohn Rocholls fiel dort.)
- Im Maasbogen – Abwehrkämpfe der Deutschen, 1918 signiert
- Kavallerietross im Winter, 1922
- Husar zu Pferd. „Die Nürnberger hängen keinen, sie hätten ihn denn“, Gouache, 1931
- Herbstwald, Gouache, signiert und datiert 1932
- Pferde am Burgberg Sababurg, Gouache, 1932
- Pferde am Donnebach vor der Mühle Sababurg, Gouache, 1933

### Zeichnungen und Skizzen
- Frankreich 1871: Siegreiche Germania, Bismarck, Wilhelm I., Friedrich III, Moltke und Roon
- Waldeinsamkeit, 20 Federzeichnungen, 1887
- Schimmel 4. Escadron (Pferdekopf und Sattel)
- Pferde-Skizzen, Sababurg/Reinhardswald
- Lt. a.D. von Schimmelpfennig (Porträt), 1897
- In einem kühlen Grunde
- In der Schmiede 1909 (Atelier & Galerie „Der Reinhardswaldmaler“ Sababurg/Gottsbüren)
- Hochfelden im Biwak
- Kriegsfreiwilliger, Angres, 18. Oktober 1914
- Eingeschlafen auf der Lafette, ohne Jahr

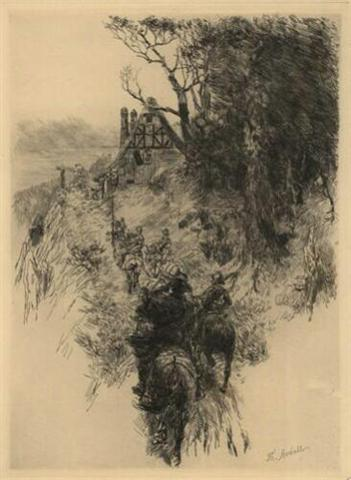
Radierung „Kriegszeiten“ 1894

- Feldküchenkoch Adorf, Fromelles, 6. Dezember 1914
- Nachtquartier im Freien, 1914
- Kürassier. Rast mit zwei Pferden, 31. Mai 1920

### Radierungen
- Der Raub, Kaltnadelradierung 1893
- Kriegszeiten, Kaltnadelradierung 1894

### Signatur und Monogramm
- Th.Rocholl
- Th.R.

### Schriften und Illustrationen in Büchern

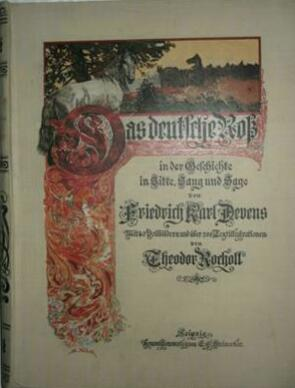
„Das deutsche Roß“, 1898

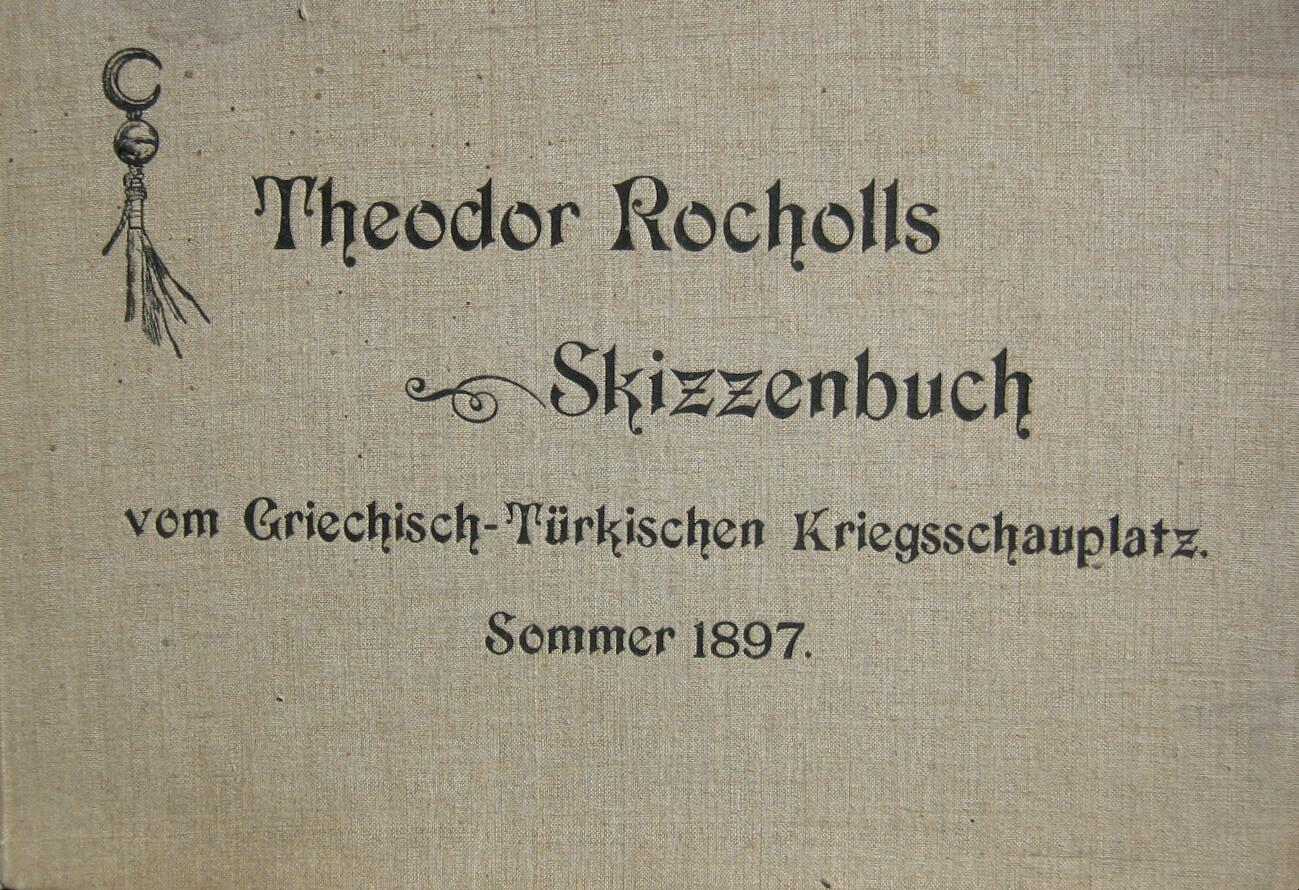
„Skizzenbuch“, 1897

- Friedrich Karl Devens: Das deutsche Roß in der Geschichte in Sitte, Sang und Sage. Mit 40 Vollbildern und über 200 Textillustrationen von Theodor Rocholl. Vollständig in 10 Lieferungen. Kommissions-Verlag E. F. Steinacker, Leipzig 1898.
- Th. Rocholls Skizzenbuch vom Griechisch-Türkischen Kriegsschauplatz. Philipp Reclam jun., Leipzig 1897 (mit Porträts u. a. von Rittmeister von Stetten, Baron von Giesl-Gieslingen, Leutnant von Schimmelpfennig sowie einem Selbstporträt).
- Kaiser Wilhelm der Große und seine Zeit. Jubiläums-Ausgabe 1797/1897 zur hundertjährigen Gedächtnißfeier des Geburtstages weiland Sr. Majestät Kaiser Wilhelm I. R. Walther’s Verlag, Leipzig 1897.
- Deutschland in China. 1900-1901. Bearbeitet von Teilnehmern der Expedition. Illustriert von Schlachtenmaler Rocholl, mit Beiträgen von A. Obst u. a. A. Bagel, Düsseldorf 1902 (über den „Boxeraufstand“).
- Heinrich Hübner: D. Rudolf Rocholl. Ein Lebens und Charakterbild. Illustriert von Theodor Rocholl mit Benutzung von Originalen seines Vaters. Lutherischer Bücherverein, Elberfeld 1910.
- Sababurg (Reinhardswald) von Theodor Rocholl. Druck L. Keseberg, Hofgeismar 1910 (28 Seiten mit Holzstichen der Region Sababurg/Reinhardswald).
- Theodor Rehtwisch: Schlachtenbilder der Befreiungskriege. Illustriert von Theodor Rocholl. Turm-Verlag, Leipzig 1912 (zwölf Bände).
- Paul Schreckenbach (Hg.): Volksbuch vaterländischer Dichtung. Verlag der Deutschen Dichter-Gedächtnis-Stiftung, Hamburg-Grossborstel 1913.
- Kreis-Krieger-Verband Bochum-Land (Hrsg.): Kriegserinnerungen. Buchdruckerei Wilhelm Stumpf, Bochum 1913.
- Kriegsfahrten deutscher Maler. Selbsterlebtes 1914–15. Mit Beiträgen von Theodor Rocholl u. a. Verlag Velhagen & Klasing, Bielefeld / Leipzig 1915.
- Theodor Rocholl: Bilder von der Anatolischen Bahn. Deutsche Bank- und Disconto-Gesellschaft, Berlin 1918.
- Theodor Rocholl: Ein Malerleben. (An sechs Fronten). Erinnerungen. Verlag der Täglichen Rundschau, Berlin 1921.
- Beberbeck und Sababurg. Bilder vom „Zappenburger“ Gestüt. In: Velhagen & Klasings Monatshefte, 45. Jahrgang 1930/1931, Heft 6 (Februar 1931).